# Snoldelev
Snoldelev is een plaats in de Deense regio Seeland, gemeente Roskilde, en telt 648 inwoners (2007).
De plaats ligt iets ten zuiden van Luchthaven Roskilde.